# François Ravaillac
François Ravaillac (Angolema, c. de 1577 —  Paris, 27 de Maio de 1610) foi o assassino de Henrique IV, Rei de França, em 14 de Maio de 1610.

## Biografia
A família Ravaillac estabeleceu-se em Angoumois no início do século XVI e possuía em Angolema, desde esta época, escritórios de política através dos quais muitas famílias burguesas chegaram inicialmente a cargos públicos ou judiciários e depois até mesmo à nobreza.
François Ravaillac começa sua vida primeiramente como servidor e a seguir torna-se professor. Muito religioso, tenta entrar na Ordem dos "Feuillants". Seu noviciado fracassa devido a suas "visões". Tenta então entrar para a Companhia de Jesus em 1606, não sendo aceito por já ter pertencido a outra religião.
Em 1609, tem uma visão ordenando que convença Henrique IV a converter os huguenotes. Incapaz de encontrar-se com o rei, interpreta a decisão real de invadir os Países Baixos Espanhóis como o início de uma guerra contra o Papa.
O pano de fundo para a invasão seria a "paixão pueril" do monarca por uma jovem donzela, Charlotte, filha do Duque de Montmorency. Após arranjar o casamento da jovem com um aliado, o Príncipe de Condé, o qual seria benevolente com o caso extraconjugal. Outrossim, após o casamento, ao invés do plano arquitetado ser posto em prática, o Príncipe exila-se com Charlotte na atual Bélgica.
Nos seus planos de invasão, que de facto serviriam para libertar a França da pressão da Áustria, Espanha e seus aliados, Henrique IV foi desaconselhado pelo Papa.

Henrique IV cita em seu testamento:
"Ligar inteira e inseparavelmente a França com as Províncias Unidas é o único meio de restituir à França o seu antigo esplendor e torná-la superior à toda a cristandade."
Isso demonstra que apesar da paixão que por vezes era tratada com chacota, Henrique IV não era um monarca que estava alienado aos interesses e assuntos da França. 
Contrariado, Henrique IV iria depor o Papa e mudar a sede do Vaticano.
Determinado a deter o rei, François Ravaillac decide matá-lo.

## O assassinato deHenrique IV

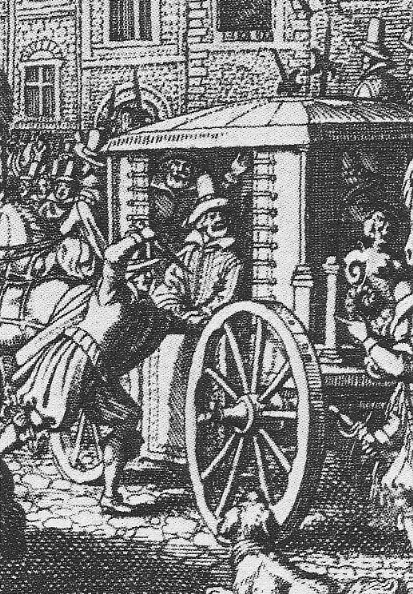
O Assassinato de Henrique IV

Em 14 de Maio de 1610, Ravaillac rouba uma faca dum albergue. Esconde-se na Rua de la Ferronnerie, em Paris (no atual Quartier des Halles; as armas de Henrique IV, esculpidas no chão, indicam hoje o local exato do regicídio). Aí espera pela passagem da carruagem real, já que o rei havia decidido dirigir-se ao Arsenal para visitar seu ministro Sully que estava enfermo.
Às 16 horas, o rei chega. De repente, o cortejo fica bloqueado devido a um congestionamento. Duas carroças tinham bloqueando a passagem: Ravaillac aproveita a chance e atira-se sobre o rei. Dá-lhe dois golpes de faca: o primeiro desliza entre duas costelas, o outro atinge a carótida direita.

Ravaillac descreveu desta forma em seu depoimento 
"Procurou o Rei no Louvre...ao vê-lo sair do coche, seguiu-o até os Inocentes, perto do local onde outrora o encontrara fortuitamente, quando ele não lhe quis falar, e vendo seu coche detido por causa de umas carroças, Sua majestade no fundo voltando o rosto e inclinando para o lado do Duque de Epernon, deu-lhe uma punhalada nas costas passando o braço por cima da roda do coche".
Ravaillac refugia-se em seguida em um porão na Rua des Lombards, bem próximo ao local do atentado, mas é rapidamente encontrado e subjugado. É levado ao Hôtel de Retz para evitar um linchamento e conduzido à Conciergerie.
Após a morte do Rei Henrique IV, tido como o "bom rei", a França é tomada por um sentimento de comoção. A população se volta fortemente contra o regicida, intentando prosseguir com sua vingança. Ravaillac, por sua vez, tem a tranquila serenidade dos justiceiros, assumindo atitude que o acompanhará durante todo o processo,  mesmo diante dos suplícios mais tenazes a que seria submetido.

### Processo, tortura e execução
Fato a se destacar é que nas monarquias de direito divino, a exemplo da Francesa, o monarca era considerado como o pai de todos os seus súditos. Logo, o regicídio contra Henrique IV também se reveste de parricídio. O interrogatório e o processo, por essa razão, demandavam celeridade e rigidez, a fim de oferecer respostas à população enlutada e de dar exemplo acerca das consequências que se destinariam a alguém que cometesse esse tipo de crime. Os principais objetivos dos interrogatórios foram descobrir as motivações e os eventuais cúmplices do ato.
O processo de Ravaillac vai durar somente 10 dias, o que parece pouco, ao se pensar em todos os inquéritos, depoimentos e acareações que poderiam ter sido feitos. O interrogatório de Ravaillac não serviu de fio condutor para a verdade, pois este manteve por todo o tempo sua afirmação de que agira sozinho, guiado somente por revelações da eterna providência.

Sua sentença rezava: 
"Foi dito que o Tribunal declarou e declara o dito Ravaillac devidamente atingido e condenado pelo crime de lesa-majestade divina e humana, em primeiro grau, pelo muito cruel, abominável e detestável parricídio cometido na pessoa do Rei Henrique IV, de muito boa e muito louvável memória. Para reparação do qual o condenou e condena a fazer penitência pública em frente da porta principal da Igreja de Paris, onde será levado e conduzido numa carroça em camisa, segurando um brandão a arder com o peso de duas libras, dizer e declarar que infeliz e premeditadamente cometeu o dito mui horrível, abominável e detestável parricídio e atingiu o dito rei com duas punhaladas no corpo, de que se arrepende, pede perdão à Deus, ao rei e à justiça; daí conduzido à praça de Grève e sobre um cadafalso que ali será erguido, lhe será aplicado o suplício das tenazes nos mamilos, braços, coxas e interior das pernas, a mão direita segurando a faca com a qual cometeu o dito parricídio será queimada em fogo de enxofre e nos sítios em que for atenazado, será lançado chumbo fundido, óleo fervente, pez ardente, cera e enxofre fundidos conjuntamente. Feito isto, seu corpo será puxado e desmembrado por quatro cavalos, os seus membros e seu corpo consumido no fogo, reduzidos a cinza e lançados ao vento."
Antes do interrogatório, Ravaillac é preso à roda. A roda é girada e Ravaillac agredido. Suas pernas são esmagadas para fazê-lo falar e são feitos cortes em seu torso, braços e costas. Uma mistura de chumbo derretido, óleo, vinagre e sal foi derramada sobre seu corpo para fechar as feridas. Colocaram-lhe a seguir um culote úmido e o aproximaram do fogo. O culote encolhe, para fazer com que os ossos das pernas, já quebrados, movam-se ; toda sua pele é retirada e ele é queimado vivo. Na verdade, Ravaillac ainda permaneceu vivo e nunca confessou a existência de cúmplices em seu crime. Foi, a seguir, esquartejado por quatro cavalos.
Ao final, Ravaillac foi decapitado, seu corpo queimado e as cinzas jogadas ao vento.
Seus parentes foram condenados ao exílio e um édito foi promulgado proibindo a qualquer pessoa do reino de se chamar Ravaillac.

No extrato do texto da condenação do Grande Parlamento, tem-se:
"Ordena que a casa onde nasceu seja demolida, aquele a quem pertence seja previamente indenizado sem que nas suas fundações possa no futuro ser construída outra casa. E na quinzena após a publicação da presente sentença a som de trompa e grito público na cidade de Angolema, seu pai e sua mãe saiam do reino com a proibição de nunca mais voltarem sob pena de serem enforcados e estrangulados sem outra forma ou figura de processo. Proíbe seus irmãos, irmãs, tios e outros a usarem daqui para o futuro o dito nome de Ravaillac, ordena-lhes que mudem para outro sob as mesmas penas."
Apesar de seus familiares serem condenados conjuntamente pelo crime de Ravaillac, os mesmos não foram escutados durante o julgamento. Estima-se que por uma conveniência para a celeridade do julgamento, considerando que trazer seus familiares demoraria duas a três semanas.
A sentença, além de condenar o assassino, também buscava condenar algumas doutrinas recentes que defendiam o regicídio.
Este assassinato desencadeou uma enorme polêmica. Por um lado, levantou-se a suspeita de que os jesuítas teriam incitado Ravaillac ao regicídio. Por outro lado, este ato teria sido inspirado por uma conspiração de que teriam participado Maria de Médicis (esposa do rei), Henriqueta d'Entragues (Marquesa de Verneuil) e o Duque d'Epernon; teriam agido em nome da Espanha.

## A tese do complô
Em Janeiro de 1611, Madame Jacqueline d'Escoman, que havia conhecido Ravaillac, denuncia o Duque d'Epernon como responsável pela morte de Henrique IV. Por causa disso ela será jogada na prisão pelo resto de seus dias.
Em seu livro "L'Étrange Mort de Henri IV" ("A Estranha Morte de Henrique IV") (1964), Philippe Erlanger pretende que, em sua chegada a Paris, Ravaillac foi alojado na casa de Charlotte du Tillet, amante do Duque d'Epernon. Para ele, o assassinato foi "teleguiado" pelo Duque, por Henriqueta d'Entragues e por Charlotte du Tillet.

## Uma análise médica atual
Segundo a maior parte dos psiquiatras que se interessaram pelo caso, François Ravaillac apresenta o perfil típico do doente esquizofrênico paranoico. Inteiramente voltado para sua ideia fixa há muito tempo, Ravaillac já teria se deslocado duas vezes de Angolema até Paris, a pé, acreditando poder encontrar-se facilmente com o rei para dissuadi-lo de invadir os Países Baixos Espanhóis (atual Bélgica). É apenas na terceira vez que ele passa à ação.
Em diferentes momentos apresenta comportamentos contraditórios. Ao mesmo tempo em que se mostrou "envergonhado" e culpado o suficiente somente pelo fato de pensar em assassinar o Rei, não se permitiu comungar na ocasião. Tal fato indicaria que talvez não fosse capaz de consumar o crime.
Provavelmente neste século XXI, ele teria sido declarado « irresponsável por seus atos » e colocado em um hospital especializado para ser tratado.